# Trieste mia!
Pour plus de détails, voir Fiche technique et Distribution.
Trieste mia! est un melodramma strappalacrime italien réalisé par Mario Costa et sorti en 1951. 

## Synopsis
Pendant la Seconde Guerre mondiale, Alberto et Luciano, liés par une grande amitié, combattent dans le même régiment. Les deux hommes ont des caractères opposés : Alberto est un don juan impénitent, tandis que Luciano, né à Trieste, est très timide avec les femmes. Luciano a une belle voix, mais dans ses chansons, il ne fait que vanter les différentes conquêtes amoureuses de son ami. À Trieste, où le régiment est transféré, Alberto rencontre Anna, la fille d'un médecin, et en tombe amoureux : il ne sait pas que Luciano aime aussi la jeune fille, qu'il connaît depuis son enfance, ce qui provoque de vives tensions entre les deux amis. Cependant, il y a un troisième prétendant à l'amour d'Anna, le Slave Kari, son ex-petit ami, qui ne se résigne pas à la fin de sa relation avec la jeune fille et qui a l'intention de la reprendre.
Rejeté par Anna, Kari se venge, après le 8 septembre, en dénonçant Luciano et Alberto aux Allemands, et les deux sont ainsi emprisonnés. Profitant d'une embuscade de partisans, Alberto et Luciano parviennent à se libérer, mais Luciano est blessé à la jambe et hospitalisé. Lorsque la ville est occupée par les partisans slaves, Kari fait de nouveau arrêter Alberto et le père d'Anna ; il propose alors à Anna de les libérer tous les deux, à condition qu'elle se donne à lui. Pour rendre ce chantage impossible, le père d'Anna se suicide. Alberto s'évade de prison et retrouve Anna et Luciano, toujours en convalescence. Dans leur fuite, ils sont poursuivis par des partisans slaves, menés par Kari : dans la fusillade qui s'ensuit, Kari et Alberto sont tués.

## Fiche technique
- Titre original italien  : Trieste mia! ou Trieste del mio cuore[1]
- Réalisateur : Mario Costa, assisté de Sergio Sollima
- Scénario : Mario Costa, Anton Giulio Majano, Fulvio Palmieri (it)
- Photographie : Alvaro Mancori, Carlo Carlini
- Montage : Otello Colangeli
- Musique : Ennio Porrino
- Décors : Piero Filippone
- Costumes : Guido Ferrari
- Production : Fabio Franchini
- Société de production : S.A.F.A. Palatino
- Pays de production :  Italie
- Langue originale : italien
- Format : Noir et blanc - 1,37:1 - Son mono - 35 mm
- Durée : 95 minutes
- Genre : Melodramma strappalacrime
- Dates de sortie :
  - Italie : 1951 (visa délivré le 19 décembre 1951[1])

## Distribution
- Luciano Tajoli : Luciano
- Milly Vitale : Anna
- Ermanno Randi : Alberto
- Mirko Ellis : Kari
- Aldo Silvani : le père d'Anna
- Dante Maggio : Giovanni
- Elvy Lissiak
- Franca Tamantini
- Saro Urzì
- Silvio Bagolini
- Rita Livesi

## La mort d'Ermanno Randi
Le film est lié à un tragique faits divers : Ermanno Randi, covedette du film, qui était à l'époque l'un des jeunes acteurs les plus prometteurs du cinéma italien (la même année, il avait joué dans Caruso, la légende d'une voix, qui fut également un succès au box-office), dut répéter plusieurs fois la scène finale de Trieste mia! le 1er novembre 1951 jusque tard dans la nuit ; à la maison, il trouva son fiancé et concubin Giuseppe Maggiore qui l'attendait (Randi était en fait homosexuel, mais cela n'était connu que de quelques intimes) ; Maggiore, ne croyant pas que le retard de son compagnon était dû à des raisons professionnelles (imaginant plutôt que l'homme avait passé la soirée en compagnie d'un amant), dans un accès de jalousie, prit un fusil et tira sur lui six coups de feu, dont trois l'atteignirent et le tuèrent.

## Accueil
Le film se classe 4e du box-office Italie 1951 en enregistrant 6 405 769 entrées.